# Parapokornyella
Parapokornyella is een geslacht van uitgestorven kreeftachtigen uit de klasse van de Ostracoda (mosselkreeftjes).

## Soorten
- Parapokornyella decorata Babinot, 1980 †
- Parapokornyella epidaurensis Babinot, 1988 †
- Parapokornyella taxyae (Babinot, 1970) Babinot, 1980 †
- Parapokornyella triangulata Babinot, 1980 †